# 商陆科
商陆科共有15属约100种，分布在全球的热带和暖温带地区。中国有2属5种，分布在南方。
本科植物为乔木、灌木或草本；单叶互生，无托叶；花两性或单性，辐射对称，花被4－5，花瓣缺；果实为浆果、蒴果或翅果，种子球形或肾形。

## 属
- Anisomeria
- Ercilla
- Gallesia
- Gisekia
- Hilleria
- Ledenbergia
- Lophiocarpus
- Microtea
- Monococcus
- Petiveria
- 商陆属 Phytolacca
- 蕾芬属 Rivina
- Schindleria
- Seguieria
- Trichostigma

1998年根据基因亲缘关系分类的APG 分类法将原分在本科的部分属剔除，单独设立科，2003年经过修订的APG II 分类法维持原分类。